# 阿爾蒂利內 (庫皮揚斯克區)
50°14′31″N 37°37′6″E / 50.24194°N 37.61833°E
阿爾蒂利內（烏克蘭語：Артільне）是位於烏克蘭東部的村莊，由哈爾科夫州庫普揚斯克區的維利胡瓦特卡市鎮負責管轄。該村始建於1650年，面積0.39平方公里，海拔高度190米，2001年人口55，人口密度每平方公里141.4人。